# Імперія атома
Імперія атома (англ. Empire of the Atom) – науково-фантастичний роман канадського та американського письменника Альфреда Елтона ван Вогта вперше опублікований 1957 року.
Ван Фогт заснував «Імперію атома» в основному на сюжеті «Я, Клавдій» Роберта Ґрейвса, помістивши його в науково-фантастичне середовище. 
Роман є фіксапом перших п'яти новел про Богів атома, опублікованих у «Astounding Science Fiction» між травнем 1946 і груднем 1947 року:
- «Народився син» (травень 1946)
- «Дитина богів» (серпень 1946)
- «Рука богів» (грудень 1946)
- «Дім богів» (квітень 1947)
- «Варвар» (грудень 1947)

## Сюжет
Десь через 10 000 років від теперішнього часу у феодальному світі без вогнепальної зброї, але з космічними кораблями та примітивними знаннями про радіоактивність, знатна жінка народжує дитину з мутацією внаслідок випадкового опромінення одним із храмів богів атому (Уран, Радій, Плутоній та ін.). Малюк залишається живим, тому що один із жерців атому хоче провести експеримент, щоб побачити, що станеться, якщо хлопчику, на відміну від інших дітей-мутантів, дати повну освіту жерця атома.
У підлітковому віці хлопчик-мутант Клейн своїми знаннями допомагає батькові (лорду-наступнику імперії Лінн) виграти війну з Марсом. Він також продовжує навчання, поки його дід лорд-правитель і його вихователі захищають його від нападок, особливо від макіавеллізму його не рідної бабусі Лідії.
Досягнувши повноліття, Клейн перетворює свій маєток на лабораторію, де він може випробовувати нові винаходи та машини, які він дістав із руїн стародавніх міст і знову активував. Коли його батько та дід помирають, Клейн стає мішенню для вбивства, але одразу після цього леді Лідія отримує вазу з прахом убивці. Навіть військовий напад на маєток Клейна не вдається, і леді Лідія змушена прийняти його пропозицію про співпрацю.
Війна між імперією Лінн і повстанцями на Венері дає можливість Клейну відправитися в експедицію, щоб дослідити руїни стародавнього міста. Коли венеріанці захоплюють сина Лідії, лорда-радника та тисячі його воїнів і готуються їх повісити, у їхньому таборі з'являється Клейн і демонструє приголомшливу силу богів атому. Після виграної війни Клейн повертається на Землю зі своїми знахідками.
Він пропонує поступово роздавати місцевим громадянство у винагороду за службу, однак його пропозицію ігнорують, насичуючи Землю рабами та утримуючи величезні армії на Венері та Марсі.
Незважаючи на попередження Клейна, імперію Лінн застає зненацька вторгнення варварів з Європи, найбільшого супутника Юпітера. Загарбники вбивають лорда-радника, і Клейн повинен взяти командування імперськими силами.
Більшість рабів поповнюють армію загарбників. Клейн пропонує знаті або вбити залишок рабів або звільнити їх в обмін на лояльність. Знать обирає другий варіант як менше зло.
Переодягнувшись у раба, Клейн пробирається у свій маєток у місті Лінн і торкається артефакту, який знайшов на Венері.
Прогресивний лідер варварів Цинцар захоплює Клейна і показує йому тіло прибульця знайдене у космосі, одного з видів, які, на думку Цинцара, спричинили катаклізм, що спустошив людську цивілізацію тисячі років тому.
Цинцар пропонує Клейну працювати на нього, щоб протистояти майбутній загрозі.
Однак Клейн пояснує йому про не можливість співіснування двох лідерів і завдяки силі артефакта змушує варварського вождя здатися. Європейська загроза подолана, але тепер у Клейна нова турбота.